# Children of the Sky
Children of the Sky è un singolo degli Imagine Dragons, pubblicato il 31 agosto 2023 come la colonna sonora del videogioco Starfield.

## Video musicale
Il video è stato pubblicato il 19 settembre 2023, diretto da FILFURY.

## Tracce
1. Children of the Sky (A Starfield song) – 3:27